# Veiligheidsberaad
Het Veiligheidsberaad is een Nederlands orgaan dat wordt gevormd door de voorzitters van de 25 veiligheidsregio's in dat land. Dit landelijke overleg is opgericht in februari 2007 en komt in beginsel vier keer per jaar bijeen; sedert het begin van de coronapandemie in het eerste kwartaal van 2020 zijn er aanmerkelijk vaker bijeenkomsten; deze bijeenkomsten worden niet bekendgemaakt en zijn besloten, maar uit berichtgeving in de pers is gebleken dat ze doorgaans op maandag plaatsvinden; in die persverslagen wordt ten minste een deel van het besprokene vermeld. De voorzitter van het Veiligheidsberaad is Hein van der Loo, voorzitter van de Veiligheidsregio Flevoland en burgemeester van Almere.

## Doelstelling
Het Veiligheidsberaad wil samen met de brandweer, de GHOR (Geneeskundige Hulpverleningsorganisatie in de Regio), de politie en de gemeenten komen tot een slagvaardige organisatie van rampenbestrijding en crisisbeheersing. Het is de missie van het Veiligheidsberaad om één gezicht en één stem te geven aan de multidisciplinaire samenwerking in de veiligheidsregio's. Het Veiligheidsberaad is het aanspreekpunt voor de minister van Justitie en Veiligheid om afspraken met het veld te maken op het terrein van rampenbestrijding en crisisbeheersing.
Binnen het Veiligheidsberaad hebben enkele leden een inhoudelijke portefeuille.

## Veiligheidsregio Diensten Centrum
Het Veiligheidsregio Diensten Centrum, onderdeel van Nederlands Instituut Publieke Veiligheid (NIPV), voert het secretariaat van het Veiligheidsberaad, ondersteunt de portefeuillehouders en is het loket voor de veiligheidsregio's. Het is gevestigd in Arnhem in het gebouw van het Nederlands Instituut Publieke Veiligheid (NIPV) en werkt nauw samen met de koepelorganisaties van de brandweer (Brandweer Nederland), geneeskunde hulp (GHOR Nederland), politie (Politie Nederland) en gemeenten (VNG) om integraal te komen tot voorstellen op de verschillende beleidsthema's.

## Voorzitters
- 2007-2007: Geert Dales (burgemeester van Leeuwarden, veiligheidsregio Fryslân)
- 2007-2011: Thom de Graaf (burgemeester van Nijmegen, veiligheidsregio Gelderland-Zuid)
- 2011-2013: Aleid Wolfsen (burgemeester van Utrecht, veiligheidsregio Utrecht)
- 2013-2016: Geke Faber (burgemeester van Zaanstad, veiligheidsregio Zaanstad-Waterland)
- 2016-2023: Hubert Bruls (burgemeester van Nijmegen, veiligheidsregio Gelderland-Zuid)
- 2023-2024: Wouter Kolff (burgemeester van Dordrecht, veiligheidsregio Zuid-Holland-Zuid)
- 2024-heden: Hein van der Loo (burgemeester van Almere, veiligheidsregio Flevoland)